# Ornella Wahner
Ornella Wahner (* 19. Februar 1993 in Dresden) ist eine deutsche Boxerin. Sie wurde 2011 Junioren-Weltmeisterin (U 19) in der Gewichtsklasse bis 57 kg Körpergewicht. 2018 wurde sie in Neu-Delhi Weltmeisterin der Frauen in der gleichen Gewichtsklasse.

## Werdegang
Ornella Wahner wuchs in Dresden auf und begann dort als Kind mit der Leichtathletik. Sie machte Kickboxen und wechselte dann zum Boxen. 2006 zog sie mit ihren Eltern nach Berlin und wurde Mitglied des Boxring Eintracht Berlin, danach wurde sie Mitglied des Berliner TSC. Ihre Trainer in Berlin waren Otto Ramin und Egon Omsen. Sie trainierte im Schul- und Leistungssportzentrum Berlin (Standort Sportforum). Später wechselte sie als Sportsoldatin zur Bundeswehr. Sie wird von Michael Timm und Liam Joseph Bolger trainiert.
Bei einer Größe von 1,64 Metern wiegt sie ca. 60 kg, startet aber meist in der Gewichtsklasse bis 57 kg und in der Vergangenheit auch in der Gewichtsklasse bis 54 kg.
Im Jahre 2010 wurde Wahner deutsche Jugendmeisterin in der Gewichtsklasse bis 60 kg und schlug dabei im Finale Regina Slobodjanikowa klar nach Punkten (7:1). Im gleichen Jahr startete sie bei der Jugend- und Junioren-Europameisterschaft in Sangatte/Frankreich und belegte bei den Jugendlichen in der Gewichtsklasse bis 57 den 2. Platz. Im Finale unterlag sie dabei gegen Charley Davison aus England knapp nach Punkten (0:2).
2011 startete sie bei der Jugend- und Junioren-Weltmeisterschaft in Antalya und wurde mit vier Siegen Jugend-Weltmeisterin bei den Jugendlichen (U 19) in der Gewichtsklasse bis 57 kg. Im Finale nahm sie dabei gegen Charley Davison Revanche für ihre Vorjahresniederlage und besiegte diese mit 16:9 Treffern. Im August 2011 startete sie bei der Deutschen Meisterschaft der Frauen in der Gewichtsklasse bis 54 kg. Sie verlor dort im Endkampf gegen Elena Walendzik (BSK Seelze) nach Punkten (11:13), sie wurde aber als beste Kämpferin dieser Meisterschaft ausgezeichnet.
2012 wurde Wahner erstmals deutsche Meisterin der Frauen (Elite). Im Finale der Gewichtsklasse bis 57 kg schlug sie dabei Nina Meinke vom SBC 26 Berlin nach Punkten. Diesen Titel gewann sie auch 2013. Sie besiegte dabei im Halbfinale Samia El-Khaouat (3:0 Richterstimmen) und im Finale Sandra Atanassow mit 2:1 Richterstimmen. Im Juli 2013 startete sie bei der 7. Meisterschaft der Europäischen Union in Kesztely/Ungarn. In ihrer angestammten Gewichtsklasse siegte sie dabei über Michaela Walsh, Irland (2:1 RS), Linnea Strandell, Schweden (2:1 RS) und Cecilia Nilsson, Finnland (3:0 RS). Im Finale unterlag sie der Italienerin Marzia Davide knapp nach Punkten (1:2 RS) und belegte damit den 2. Platz.
2014 wurde Wahner wieder deutsche Meisterin in der Gewichtsklasse bis 52,5 kg. Im Finale besiegte sie dabei Pinar Yilmaz. Bei der Weltmeisterschaft 2014 im südkoreanischen Jeju verlor sie in der Gewichtsklasse bis 51 kg schon in der Qualifikation gegen die Russin Sajana Sagatajewa knapp nach Punkten (1:2 Richterstimmen) und kam auf den 17. Platz (zusammen mit allen Verliererinnen dieser Runde).
Im April 2015 gewann Wahner in Schwerin das Internationale Round Robin Women Tournament in der Gewichtsklasse bis 51 kg Körpergewicht mit Punktsiegen über Sandra Drabik, Polen und Jekaterina Pinigina, Russland und einem Unentschieden gegen Pinar Yilmaz.
Bei der Weltmeisterschaft 2016 in Astana startete sie in der Gewichtsklasse bis 54 kg. Sie siegte dort über Claudia Nechita aus Rumänien nach Punkten (3:0 RS). Im Achtelfinale verlor sie gegen Daria Scholarian aus Kasachstan und kam auf den 9. Platz. In diesem Jahr wurde sie auch wieder deutsche Meisterin in der Gewichtsklasse bis 57 kg Körpergewicht.
2017 startete Ornella Wahner bei der 8. Meisterschaft der Europäischen Union in Roccaporena, Cascia, Italien, in der Gewichtsklasse bis 57 kg. Sie siegte dort über Agneta Rygielska (Polen), Derla Duffy (Irland) und Dara Beram (Kroatien) und musste sich im Endkampf gegen die amtierende Weltmeisterin Alessia Messiano aus Italien knapp mit 2:3 Richterstimmen geschlagen geben. In der gleichen Gewichtsklasse wurde sie in diesem Jahr auch wieder deutsche Meisterin. Im Finale bezwang sie dabei Ramona Graeff mit 5:0 Richterstimmen.
Im März 2018 wurde Wahner in Rostock wieder Siegerin beim Internationalen Round Robin Women Tournament in der Gewichtsklasse bis 57 kg. Sie siegte dort über Sandra Kruck aus Polen, Nazim Ischanowa aus Kasachstan und Oana Iorga aus Rumänien. Im November 2018 feierte sie dann im indischen Neu-Delhi den größten Erfolg ihrer Laufbahn. Sie wurde in der Gewichtsklasse bis 57 kg Weltmeisterin. Auf dem Weg zu diesem Erfolg besiegte sie Sandra Kruk aus Polen, Vicky Glover aus Schottland, Yin Junhua auch China, Jemyma Betrian aus den Niederlanden und im Endkampf Sonia Chahal aus Indien.

## Internationale Erfolge
| Jahr | Platz | Wettbewerb                                                              | Gewichtsklasse | Ergebnis |
| 2010 | 2.    | Jugend-EM in Sangatte/Frankreich                                        | bis 57 kg      | nach Punktsiegen über Gamze Başar, Türkei (6:0) und Michaela Walsh, Irland (6:0) und Punktniederlage gegen Charley Davison, England (0:2)                                                           |
| 2011 | 1.    | Jugend-WM in Antalya                                                    | bis 57 kg      | nach RSC-Sieg in der 3. Runde über Raquel Pravia Arana, Nicaragua und Punktsiegen über Galina Woroblewska, Ukraine (23:8), Michaela Walsh (18:17) und Charley Davison (16:9)                        |
| 2013 | 2.    | 7. Meisterschaft der Europäischen Union in Kesztely/Ungarn              | bis 57 kg      | nach Punktsiegen über Michaela Walsh, Irland (2:1), Linnea Strandell, Schweden (2:1) und Cecilia Nilsson, Schweden (3:0) und einer Punktniederlage gegen Marzia Davide, Italien (1:2)               |
| 2014 | 2.    | Frauen-Box-Tage in Hamburg                                              | bis 54 kg      | mit einem techn. K.O.-Sieg in der 2. Runde über Irina Dannert, Deutschland, einem Punktsieg über Lenka Kardova, Tschechien (2:0 RS) und einer kampflosen Niederlage gegen Azize Nimani, Deutschland |
| 2014 | 2.    | Intern. Round Robin Women Tournament in Wittenburg                      | bis 54 kg      | nach Punktsieg über Tatjana Sraschewskaja, Russland (3:0 RS), einem Unentschieden gegen Michaela Walsh, Irland und einer Punktniederlage gegen Azize Nimane (1:2 RS)                                |
| 2014 | 17.   | WM in Jeju                                                              | bis 51 kg      | nach einer Punktniederlage gegen Sajana Sagatajewa, Russland (1:2 RS) |
| 2015 | 1.    | Intern. Round Robin Tournament in Schwerin                              | bis 51 kg      | nach Punktsiegen über Sandra Kruk, Polen und Jekaterina Pinigina, Russland (2:0 RS) und einem Unentschieden gegen Pinar Yilmaz, Deutschland                                                         |
| 2015 | 3.    | Queens-Cup in Stralsund                                                 | bis 51 kg      | nach einem Punktsieg über Milena Zglenicka, Polen (3:0 RS) und einer Punktniederlage gegen Mandy Bujold, Kanada (1:2 RS)                                                                            |
| 2016 | 9.    | WM in Astana                                                            | bis 54 kg      | nach einem Punktsieg über Claudia Nechita, Rumänien (3:0 RS) und einer Punktniederlage gegen Dina Scholaman, Kasachstan (0:3 RS)                                                                    |
| 2017 | 2.    | 8. Meisterschaft der Europäischen Union in Roccaporena, Cascia, Italien | bis 57 kg      | nach Punktsiegen über Agneta Rygielska, Polen (5:0 RS), Derla Duffy, Schottland (5:0 RS) und Sara Beram, Kroatien (3:2 RS) und einer Punktniederlage gegen Alessia Messiano, Italien (2:3 RS)       |
| 2018 | 1.    | Intern. Round Robin Women Tournament in Rostock                         | bis 57 kg      | nach Punktsiegen über Sandra Kruk, Polen (3:0 RS) und Nazim Ischanowa, Kasachstan (5:0 RS) und einer Abbruch-Sieg in der 1. Runde über Oana Iorga, Rumänien                                         |
| 2018 | 9.    | EM in Sofia                                                             | bis 57 kg      | nach einer Punktniederlage gegen Daria Abramowa, Russland (1:4 RS) |
| 2018 | 1.    | WM in New Delhi                                                         | bis 57 kg      | mit Punktsiegen über Sandra Kruk, Polen (4:0 RS), Vicky Glover, Schottland (5:0 RS), Yin Yunhua, China (3:2 RS), Jemyma Betrian, Niederlande (5:0 RS) und Sonia Chahal, Indien (4:1 RS)             |

## Deutsche Meisterschaften
| Jahr | Platz | Altersklasse | Gewichtsklasse | Ergebnis |
| 2010 | 1.    | Jugend       | bis 60 kg      | nach Punktsieg im Finale über Regina Slobodjanikowa (7:1)                                                                                   |
| 2011 | 2.    | Elite        | bis 54 kg      | nach Punktniederlage im Finale gegen Elena Walendzik, BSK Seelze (11:13)                                                                    |
| 2012 | 1.    | Elite        | bis 57 kg      | nach Punktsieg im Finale über Nina Meinke, SBC 26 Berlin                                                                                    |
| 2013 | 1.    | Elite        | bis 57 kg      | nach Punktsiegen im Halbfinale über Samia El-Khaouat (3:0) und im Finale über Sandra Atanassow (2:1)                                        |
| 2014 | 1.    | Elite        | bis 52,5 kg    | nach Punktsieg über Seklin Korkmaz (3:0 RS), einem Techn. K.O.-Sieg in der 3. Runde über Tabea Müller und einem Punktsieg über Pinar Yilmaz |
| 2016 | 1.    | Elite        | bis 57 kg      | nach Punktsiegen über Katja Springer (3:0), Kristina Slobodjanikowa (3:0) und Monika Schwarz (3:0 RS)                                       |
| 2017 | 1.    | Elite        | bis 57 kg      | nach Punktsiegen über Marie Elena Bey (5:0 RS), Zeina Nassar (5:0 RS) und Ramona Graeff (5:0 RS)                                            |

## Erläuterungen
- WM = Weltmeisterschaft, EM = Europameisterschaft
- RSC = „Referee Stops Contest“ = Kampfabbruch durch den Ringrichter
- RS = Richterstimmen